# الطائرة الورقية

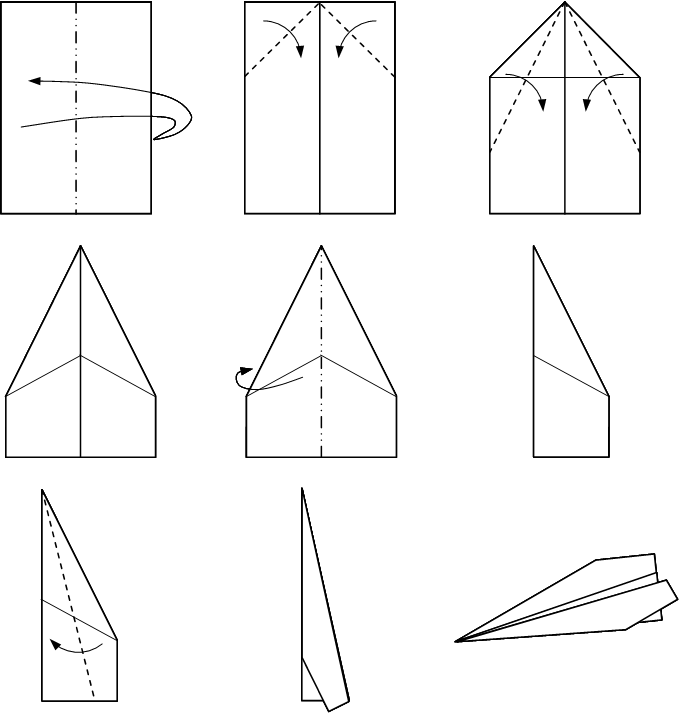
تعليمات لطائرة ورقية تقليدية.

طائرة ورقية (تتغير كتابتها بالإنجليزية تبعًا للمملكة المتحدة والولايات المتحدة)، وتسمى ايضًا طائرة شراعية وهي لعبة طائرة، عادة ما تكون طائرة شراعية منزلقة مصنوعة من ورق مطوي أو مقوى.

## تاريخها

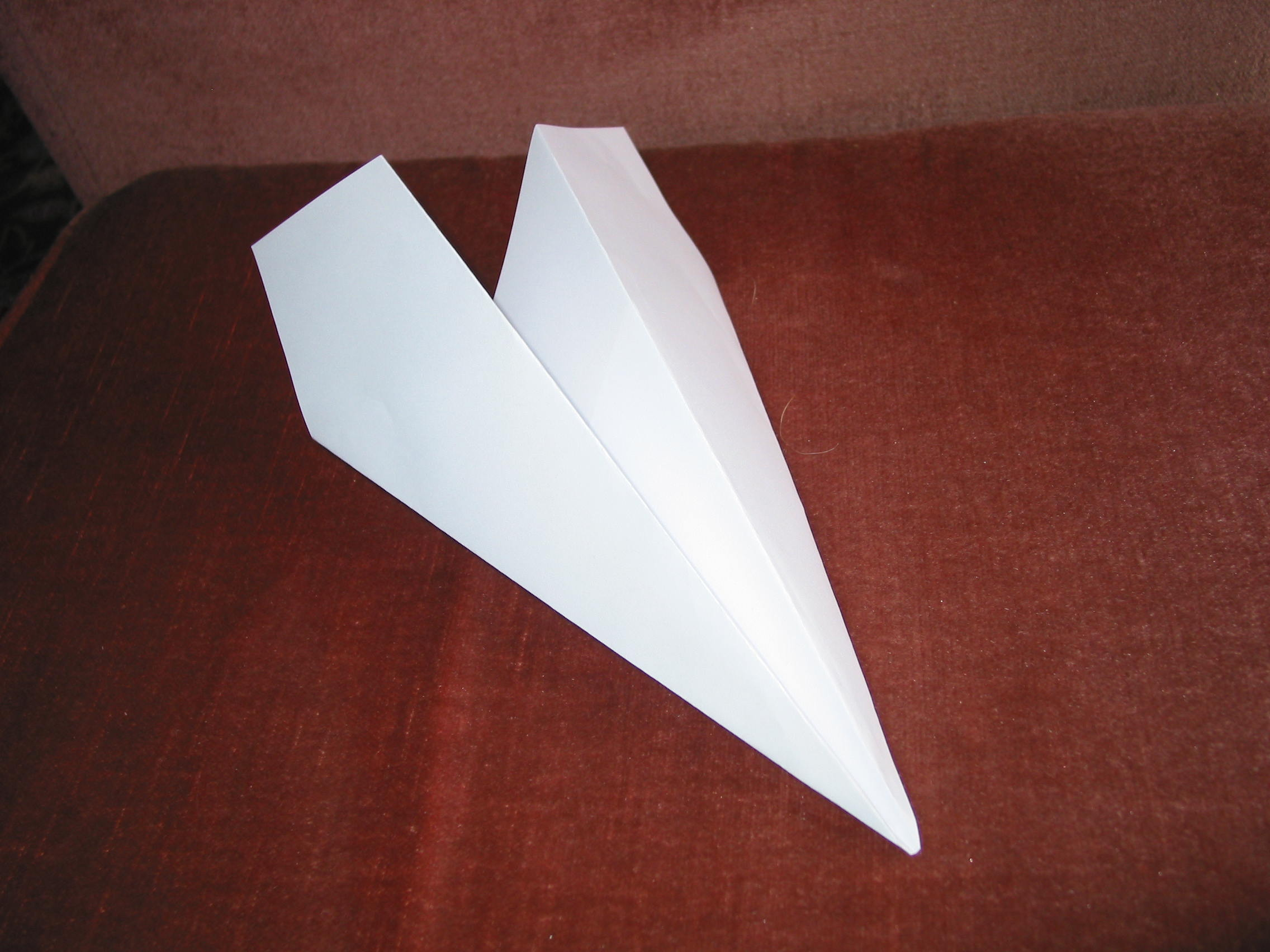
طائرة ورقية

يعود أصل الطائرات الورقية المطوية عامةً إلى الصين القديمة، وعلى الرغم من وجود نفس الأدلة على أن تحسين وتطوير الطائرات الشراعية المطوية حدث بنفس الوقت في اليابان. فإن الورق صُنع على نطاق واسع في الصين في عام 500 قبل الميلاد، وأصبح الاوريغامي وطي الورق شائعًا خلال قرن من هذه الفترة في 460-390 قبل الميلاد. من المستحيل التأكد من أين وبأي شكل بُنيت أول طائرة ورقية، أو حتى شكل الطائرة الورقية الأولى.
كانت الطائرات الورقية المسيطر الصناعي الأثقل من الهواء والذي يمكن تقدير مبادئه بسهولة، لأكثر من ألف عام، بفضل معاملات السحب الهوائية العالية، لا لآدائها المميز عند التحليق لمسافات طويلة.
درس جميع رواد الطيران بالطاقة، الطائرات النموذجية الورقية لتصميم طائرات أكبر. كتبليوناردو نموذج بناء الطائرة من البرشمان، واختبر بعض نماذجه الأولية للأورنيثوبتر، وهي طائرة ترفرف بأجنحة خفاقة، ومظلة تصاميم باستخدام النماذج الورقية. استكشف السيد جورج كايلي أداء الطائرات الشراعية الورقية في أواخر القرن التاسع عشرفي وقت لاحق. وغالبًا ما اختبر الرواد الآخرون مثل كليمان آدر والأستاذ تشارلز لانجلي وألبرتو سانتوس دومونت الأفكار باستخدام الورق ونماذج خشب البلسا الخفيف كذلك، لتأكيد نظرياتهم قبل وضعها في طورالتنفيذ (على نطاق واسع). [بحاجة لمصدر]
حسّن العديد من المصممين الآخرين نموذج الورق مع استخدامه كأداة مفيدة بشكل أساسي في تصميم الطائرات بمرور الوقت. كانت الطائرة الورقية الحديثة واحدة من أقدم التطبيقات المطبقة المعروفة في عام 1909 (كما هو الحال في الهياكل المركبة والعديد من التحسينات الهوائية الأخرى). [بحاجة لمصدر]
صمم لودفيج براندتل طائرة ورقية في مأدبة للاتحاد الدولي للميكانيكا النظرية والتطبيقية عام 1924، ورفض تيودور فون كارمان واصفًا إياه بالاستخدام الجاهل:
«كان براندتل متهورًا إلى حد ما. أذكر أنه في إحدى المرات في اجتماع عشاء كريم مع مجموعة بعد مؤتمر في دلفت في هولندا، سألته أختي الجالسة إلى جواره على الطاولة، سؤالًا عن آليات الطيران. فبدأ يشرح واختار قائمة ورقية وصمم طائرة نموذجية صغيرة أثناء ذلك، دون التفكير في مكانه. فهبطت على مقدمة قميص وزير التعليم الفرنسي، مما أثار إحراج أختي وآخرين في المأدبة.»
استخدم جاك نورثروب (المؤسس المشارك لـشركة لوكهيد) الطائرات الورقية كنماذج اختبار للطائرات الأكبر في عام 1930. واستخدم المصممون في هاينكل ويونكرز النماذج الورقية لإنشاء أداء أساسي وأشكال هيكلي في المشاريع المهمة، مثل برنامج هنيكل إتش إي 111 ويونكرز يو 88 قاذف القنابل التكتيكي في ألمانيا، خلال فترة الكساد الكبير.
تطورت الطائرات النموذجية الورقية تطورًا عظيمًا وارتفع آدائها بعيدًا عن أصلها الأوريجامي في الآونة الأخيرة، لكن اكتسبت نماذج الأوريجامي العديد من التصاميم الجديدة والرائعة والكثير من أداء التحليق على مر السنين.
كان هناك العديد من التحسينات على التصميم، بما فيها السرعة والرفع والدفع و  الطراز والأسلوب خلال السنوات التالية.

## الطائرات الورقية المطوية المتقدمة

### التطورات
شهدت الطائرات الورقية المطوية تطورًا ثلاثي الشكل في الفترة مابين 1930-1988 من ناحية:
- أداء الطيران العالي
- نمذجة النطاق
- استخدام برنامج CAD

شهد التطوير المستمر لطائرات شراعية مطوية أو الاوريغامي خلال نفس الفترة تطويرًا مشابهًا، ويتضمن ذلك إضافة تحسينات البناء التالية:
- زيادة عدد الطيات، وفي بعض الأحيان طي بطابع متداخل.
- كيريغامي واضح (تقطع الورق) كعنصر من عناصر التصميم
- متطلبات ثقل موازنة إضافية لضمان أداء التحليق.

### المقدمات التكنولوجية
التكنولوجيا المسؤولة [بحاجة لمصدر] عن كثرة بناء طائرة ورقية متطورة وهي كالتالي:
- برنامج CAD غير مكلف لتصميم جزء ثنائي الأبعاد.
- تصنيع واسع النطاق، وطبيعة غير مكلفة من المواد اللاصقة الملدنة بالهواء الأسيتال، على سبيل المثال بوستيك - رابطة واضحة.
- طابعات حاسوبية وحبر ليزرية غير مكلفة لاستنساخ أجزاء الطائرات بدقة
- ظهور الإنترنت وتبادل المعلومات على نطاق واسع.

### الاهتمامات المادية
هناك مادة أخرى تستخدم عادة لتصنيع الطائرات النموذجية، مقارنةً مع خشب البلسا، ذات كثافة ورقية أعلى؛ ونتيجة لذلك تعاني الطائرات الشراعية الورقية التقليدية (انظر أعلاه) من ارتفاع قوة الجذب وأجنحة الأوتارالهوائية الديناميكية الناقصة كذلك.
يتمتع ورق الطائرات الشراعية بقوة أعلى بكثيرنسبة إلى سُمك ورقة بجودة عالية 80 جرام/متر مربع على عكس طائرات البلسا الشراعية، على سبيل المثال تحتوي آلة نسخ الورق أوطابعة الليزر على قوة تقريبية بنطاق حجم صفائح الألمنيوم من نطاق الطائرات، في حين أن مخزون البطاقات يقارب خصائص الفولاذ على نطاق الطائرات ذات الطراز الورقي.

### الاتجاهات في تصميم الطائرات الورقية المتطورة.
تتميز طائرات الورق غير المعدلة بنسب انحدار ضعيفة جدًا، فلن تكون غالبًا أفضل من 7.5: 1 اعتمادًا على البناء والمواد. ويمكن أن يؤدي تعديل طائرات الورق إلى تحسينات ملحوظة في أداء التحليق، على حساب الوزن مع تضمين التنازلات الهوائية أو التنازلات الهيكلية غالبًا. ويمكن أن تشجع الزيادات في حمل الأجنحة على انهيار التدفق الصفحي على الجناح مع خليط من الأشكال الورقية والبناء المثبت والملصق في كثير من الأحيان.
طورالأساتذة نينوميا وماثيوز (انظر الأقسام أدناه) استراتيجيات تصميم موجه في أواخر الستينيات والثمانينيات. صُممت الطائرات النموذجية الورقية دون التركيز على الأداء أثناء التحليق سابقًا. كان كلا الأساتذين قادرين على تصميم نماذج تجاوزت معايير أداء التحليق السابق بفارق كبير جدًا باستخدام التصميم الديناميكي الهوائي، وديناميكيات السوائل. وزادت نطاقات التحليق العادية من 10 أمتار إلى أكثر من 85 مترًا، اعتمادًا على إدخال الطاقة في الطائرات الشراعية عند الإطلاق.
لا يزال عمل الأستاذين هو آخر عمل بحثي جاد لتحسين أداء الطيران للطائرات الورقية، في الوقت الحاضر. ويعد عمل المتحمسين التعاوني من خلال المنتديات عبر الإنترنت والمواقع الشخصية في الغالب تطورًا لأنواع هذه الطائرات الشراعية الأصلية.
هناك في الوقت الحاضرالعديد من الاحتمالات لتصميم متطور في مجال تصميم نموذج مصغّر الحجم. تواجه الطائرات الشراعية الجانبية قيودًا لتحسين أداء الطيران اعتمادًا على أنواع أجنحتها، والتي عادة ما تكون طائرات بهياكل منحنية. بالإضافة إلى ذلك، فإن جسم الطائرة المك ون من ورق البلسا أو صفائح الورق، أكثر عرضة للتشوه أو الكسر خلال وقت قصير جدًا. ويمكن تحسين الأداء من خلال نمذجة جسم الطائرة ثلاثي الأبعاد الذي يشجع التدفق الرقائقي، والأجنحة المثبتة داخليًا والتي يمكن أن تحتوي بعد ذلك على ملفات حشو رفع عالية، مثل سلسلة Clark Y أواللجنة الاستشارية الوطنية للملاحة الجوية الرابعة أوالسادسة، للرفع العالي.

### طائرات الأجنحة البيضاء
صمم الأستاذ ياسواكي نينوميا نوعًا متقدمًا من الطائرات الورقية في أواخر الستينيات في اليابان، ونشر في كتابين، Jet Age Jamboree (1966) و Airborne All-Stars (1967). وبيعت التصميمات من هذه الكتب لاحقًا على أنها سلسلة "White Wings" الورق الشراعية من السبعينيات الميلادية حتى يومنا هذا.
طائرات الأجنحة البيضاء هي خروج قوي عن الطائرات الورقية التقليدية، حيث أن جسمها وأجنحتها عبارة عن قوالب ورقية مقطوعة لُصقت معًا. صُممت بمساعدة مبادئ تصميم هندسي ديناميكي هوائي منخفض السرعة. كان بناء النماذج من ورق كينت (فئة خرطوشة الورق) التي تباع في اليابان.
رسمت النماذج الأولية يدويًا بوضوح، ولكن صيغت أجزاءها باستخدام برنامج تصميم بمساعدة الحاسوب بحلول الثمانينيات.
يظهر الشكل أدناه طائرة شراعية N-424 من Jet Age Jamboree (1966)، بُني جسم الطائرة الشراعية من عدة طبقات من الورق الملصق معًا والأجنحة من تصفيحين، وذيليها من تصفيح واحد.
تضمنت تصميمات الأستاذ نينوميا أيضًا مراوح تعمل بتدفق الهواء، لأول مرة في أي نموذج ورقي، لا سيما نماذج مقياسه الشخصي من سيسنا سكاي ماستر و Piaggio P.136 لعام 1967. من الجدير بالذكر أيضًا أن التصميم كان دقيق للطائرات الشراعية حتى يتمكنوا من الطيران بدون ثقل - كان نموذج طائرته إف-4 فانتوم الثانية قادر على الطيران فورًا دون الاستعانة بمشبك الورق وغيره.
تتميز الطائرات الشراعية عالية الأداء بجسم طائرة يحافظ عليه قويًا باستخدام ملف تعريف جسم البلسا مربوط بمكونات الورق. يُعتبر الورق المستخدم ثقيل جدًا بضعف وزن ورق خرطوشة الرسم القياسي تقريبًا، ولكنه أخف من الورق المقوى خفيف الوزن. كانت الأجنحة البيضاء الأصلية ورقية بالكامل، تتطلب الصبر والمهارة. في وقت لاحق، اُستخدم جسم الطائرة من خشب البلسا، وبيعت أجنحة بيضاء «مقصصة مسبقًا»، مما يسهل عملية البناء. يوفر الجناح المستخدم هو Göttingen 801 (لوحة منحنية)، نمطًا كجزء مُقطع لكل مجموعة.

### ورقة تجريبية

#### التاريخ
نشر البروفيسور إي إتش ماثيوز، المحاضر في الديناميكا الحرارية في جامعة Witwatersrand في جنوب أفريقيا، أول خلاصة له عن الطائرات النموذجية عالية الأداء في عام 1984 . كان هذا الكتاب Paper Pilot (Struik، 1984).
كان هذا الكتاب ناجحًا جدًا، مما قاده لكتابة مجلدات إضافية ورق Pilot 2 (19888) هي، Paper Pilot 3 و (1991) و 12 طائرة لـ Paper Pilot (1993) وكتاب مستقل يضم نموذجًا مصغرًا (Ju-52).
تشمل النماذج غير المنشورة نموذجًا لطائرة إيرباص A320 ويشبه إلى حد كبير Ju-52، شوهد في برنامج Tekkies للشباب في عام 1996.
تضمنت الكتب أنماطًا من الأجزاء المطبوعة على ورق مقوى خفيف الوزن، لتزويد الطائرة بأداء طيران جيد للرحلات الطويلة.

#### التصميم والتطوير
سمح الاهتمام العام بالطائرات الشراعية ونجاحها في النشر، ببث بعض التطورات على تلفزيون جنوب إفريقيا خلال عام 1988 عند إصدار الكتاب الأول، ومرة أخرى عام 1993؛ لتتزامن مع مسابقة طائرة ورقية وطنية مرتبطة بإصدار Paper Pilot 3.
باستخدام نفق هوائي صغير محسّن حُقق التصميم الديناميكي الهوائي للطائرات الشراعية - وصوُرت الطائرة الشراعية المسطحة المسماة Britten Norman Trislander في هذا المرفق، باستخدام موازين الوزن لإثبات عملية تحسين الطيران.
تحقق تصميم أجزاء من الطائرات الشراعية باستخدام Autodesk AutoCAD R12، ثم الإصدار المتطور من برنامج تصميم بمساعدة الحاسوب، وواحدة من أول الطائرات الورقية المتاحة للجمهور المصممة باستخدام هذه التقنية.
إن بناء الطائرات الشراعية يوازي الشكل المستخدم في سلسلة طائرات الأجنحة البيضاء للدكتور نينوميا للطائرات الشراعية المسطحة.
تستخدم الطائرات الشراعية اللاحقة ذات الجسم الثلاثي الأبعاد هيكلًا خفيف الوزن محسنًا لأداء الطيران. تتضمن الابتكارات هيكلاً سفلي ذو عجلات وظيفية لا يساهم في موازنة السحب بل يسمح بهبوط جيد.

#### أداء الطيران
تستخدم الطائرات الشراعية الورقية صفيحة ذات لوح منحني لأداء أفضل. تشبه تصاميمها الطائرات الأجنحة البيضاء الشراعية فهي حساسة جدًا للقص، ولديها القدرة على القيام برحلات جوية داخلية في أماكن محدودة في ظروف متوسطة.
جُهزت معظم الإصدارات الأولية بأنماط خطاف المنجنيق، وأثبتت أن لديها القدرة على التحليق بطول ملعب الرجبي الرياضي عند إطلاقه.
وجُهزت الإصدارات اللاحقة والطائرات الشراعية بخطاف بنجي ايضًا، وأُدرج بنائه في Paper Pilot 3 و 12 خطة لـ Paper Pilot .
ينشر نظام بنجي على نطاق أصغر أوجه التشابه في الممارسة المستخدمة في إطلاق طائرة شراعية كاملة يٌتحكم فيها عن طريق الراديو بجزء بسيط من التكلفة والتعقيد. هذا هو المثال الوحيد المعروف لنظام الإطلاق المطبق على نوع طائرة نموذجية ورقية منشورة في كتاب حتى الآن.
يُعتبرأداء الطيران على البنجي جيد جدًا - أظهر نموذج مصغرلأحد الطائرات الشراعية خاصةً، أداء طيران يزيد عن 120 مترًا، عند إطلاق خطاف البنجي U-2 (في الكتاب الأخير من السلسلة).

#### طائرات مروحية ورقية
تطور فريد للبروفيسور ماثيوز هي Papercopter ، وهي طائرة هليكوبتر نموذجية «جناحها» عبارة عن حلقة حلقية قابلة للقطع والتي تستخدم الديناميكا الهوائية الدورانية لتوفير أداء طيران جيد إلى الأمام دون الحاجة إلى دوار خلفي. يُعَلَّق `` جسم '' طائرة هليكوبتر نموذجية تحت الحلقة، ويستخدم تدفق الهواء لتحقيق الاستقرار في اتجاه الرحلة، تمامًا مثل ريشة الطقس.
يسمح تصميم آلة تصوير الورق برحلات جوية تقارب 10-14 مترًا في المتوسط.

### طائرات هليكوبتر ورقية (أوتوجيرو)
ظهرت أول طائرة أوتوجيرو معروفة (طائرة هليكوبتر بدون محرك) في العالم في كتاب الطائرات الورقية الدولي العظيم الذي نُشر في عام 1967. تطير أجنحتها في دائرة حول عمود ثقل الموازنة المركزي وهي تنحدر عموديًا حيث نُشر هذا التصميم الأساسي عدة مرات وهو معروف جدًا.
بنى جيمس زونغكر أول جهاز أوتوماتيكي لورق الطيران الشراعي الأمامي المنشور في العالم مع جسم موجه إلى الأمام مرفوعًا بشفرات دوران. يظهر في الصفحة 53 من «كتاب الطائرات الورقية: الكتاب الرسمي للمسابقة العالمية الكبرى الثانية للطائرات الورقية» الذي نشرته مجلة العلوم عام 1985. تدور شفراتها المزدوجة العكسية تلقائيًا على محاور الورق عند الإنطلاق ليؤمن عملية الرفع.
كما هو مذكور أعلاه (انظر المدخل، Paper Pilot)، طورت إي اتش ماثيوزطائرة هليكوبتر نموذجية مستقرة التحليق. يحتوي هذا الجناح على حلقة، ولوحات لضبط الطيران للاستقرار، موضوعة على الحافة الداخلية للحلقة. في حين أنها ليست أوتوجيرو بذاتها، فإن فئتها هذه تندرج ضمن التصميم العام لطائرة هليكوبتر ذات طراز ورقي تمتلك عنصر طيران دوار يرفعها أثناء الرحلة للأمام. طائرات الورق المروحية، كما وصفها البروفيسور ماثيوز هي فريدة من نوعها بين الطائرات الورقية ذات الطراز الورقي في امتلاك نطاق وسرعة تفوق بكثير جميع الفئات الأخرى، وقادرة على الطيران بسرعة كبيرة، تتراوح ما بين 10-15 متر. استغرقت أطول رحلة طيران 27.9 ثانية.

### أرقام قياسية عالمية
هناك أهداف متعددة للرحلة:
- المسافة (رمي الرمح).
- الوقت (رمي الرمح بشكل مستقيم مع التحول اللاحق في طائرة شراعية).
- هوائي (حلقات).
- تحليق مستقر لفهم ميكانيكا الطيران لطائرة جيدة. لكل هدف منها طائرة نموذجية وفي بعض الأحيان تحقيق رقم قياسي عالمي.[4]

كانت هناك محاولات عديدة على مر السنين لكسر حواجز رمي طائرة ورقية عاليًا لأطول فترة ممكنة. حافظ كين بلاكبرن على الرقم القياسي العالمي في موسوعة جينيس لمدة 13 عامًا (1983-1996) واستعاد الرقم القياسي في أكتوبر 1998 بالحفاظ على علو طائرته الورقية لمدة 27.6 ثانية (في مكان مغلق).وأكد ذلك مسؤولو غينيس وتقرير CNN. حيث كانت الطائرة الورقية التي استخدمها بلاكبيرن في محاولة تحطيم الرقم القياسي «طائرة شراعية».يحمل تاكو تودا الرقم القياسي العالمي لأطول وقت في الهواء (27.9 ثانية) من عام 2012. حدد جو أيوب مسافة الرقم القياسي المسجلة (226 قدم 10 بوصة (69.14 م) بطائرة أنشأها جون كولينز، في فبراير 2012.

طائرة شراعية ورقية حائزة على جوائز.

## الديناميكا الهوائية

### الديناميكا الهوائية العامة
تعد الطائرات الورقية فئة من نماذج الطائرات، لذلك لا تُختبر القوى الديناميكية الهوائية بشكل مختلف عن الأنواع الأخرى من نماذج الطيران. ومع ذلك، تنتج مواد بنائها عددًا من التأثيرات المختلفة على أداء الطيران مقارنة بالطائرات المصنعة من مواد مختلفة.
هناك أربع قوى ديناميكية هوائية تعمل على الطائرة الورقية أثناء تحليقها بشكل عام، وهي:
- الدفع، الذي يحافظ على تقدم الطائرة للأمام.
- رفع هوائي ديناميكي، يعمل على السطوح الأفقية التي ترفع الطائرة للأعلى.
- الجاذبية، التي تعارض رفع الطائرة وتسحبها إلى أسفل.
- سحب الهواء، والذي يقاوم الدفع ويقلل من تقدم سرعة الطائرة للأمام.

تتفاعل القوى الديناميكية الهوائية بشكل مشترك عامةً، مما يشكل اضطرابًا يضخم التغييرات الصغيرة على سطح الطائرة الورقية. ويمكن إجراء تعديلات على معظم الطائرات الورقية عن طريق الانحناء أو التقويس أو وضع قطع صغيرة على حواف الأجنحة الخلفية وذيل الطائرة، إن وجد.
الجنيحات والرافع والدفة هي التعديلات الأكثر شيوعًا على غرار الطائرات الشراعية.

#### إعادةالتحريك
نطاق أرقام رينولدز لنموذج الطائرة الورقية كبير على نحو معقول:
- 2000-12000لطائرة اوريغامي
- 4000-161600 لمركب اوريغامي (بما في ذلك المواد اللاصقة والتحسينات الهوائية)
- 9000-39000 لمستوى الأداء (White Wings ، Paper Pilot ، et al.)
- 19,200-56,000 لأداء المستوى (White Wings ، Paper Pilot ، et al.)
- 22000-93000 للنماذج المصغرة (الهياكل المعقدة)

هذه النطاقات توضيحية، كما لوحظ أعلاه الكتلة تساوي نسبة الكثافة للورق وتمنع الأداء من الوصول إلى نماذج بلسا من حيث مظاهر القوة إلى الوزن، ولكن بالنسبة لنماذج الأجنحة التي تتراوح بين 250 مم و 1200مم، والنماذج المعاد تحريكها تشبه جدًا الطائرات الشراعية من طراز البلسا ذات الأبعاد المتشابهة.
عادةً ما يكون للنماذج الورقية نسبة عرض إلى ارتفاع عالية جدًا (طائرات شراعية نموذجية) أو منخفضة جدًا (طائرات الورق الكلاسيكية)، وبالتالي فهي في جميع الحالات تقريبًا تحلق بسرعات أقل كثيرًا من شكل مخطط الأجنحة والنماذج المسطحة المعاد تحريكها، حيث ينكسر التدفق الصفحي ويتحول إلى مضطرب. تميل معظم السهام الورقية إلى التحليق في الهواء المضطرب بأي حال، وعلى هذا النحو من المهم البحث في التدفق المضطرب مثل الأسطح منخفضة الرفع الموجودة في الطبيعة مثل أوراق الأشجار والنباتات وكذلك أجنحة الحشرات.
تقترب تلك النماذج عالية الأداء ونماذج النطاق من إعادة تحريك أجنحتها وهو إنجاز جدير بالملاحظة من حيث تصميم النموذج الورقي. في حين انه يمكن اشتقاق الطيران من حقيقة أن أجنحة هذه الطائرات الشراعية تطير في الواقع نظرًا لقيودها المادية.
كشفت التجارب في التشطيبات المادية المختلفة خلال السنوات الأخيرة عن بعض الصلات المهمة في نماذج الرينيوم والورق. تحسن أداء وهياكل الاوريغامي المركبة ملحوظ باستخدام الورق الناعم مما يساعد أيضًا في زيادة كتلة الورق يتبعه نفاذ أفضل.
لا تستفيد أنواع الأداء والقياس الهامشي بشكل أكبر من الأسطح الثقيل واللامع بشكل عام، وتتمتع أنواع ملامح هيكل الطائرة بالأداء المحسن إلى حد ما إذا استخدم ورق زلق لامع في التركيب، وعلى الرغم من وجود تحسن في السرعة، إلا أنه يتم تعويضه في كثير من الأحيان بمتوسط أدنى l / d .و تتمتع أنواع الموازين بأداء سلبي عند إضافة أوراق لامعة ثقيلة في تركيبها.

#### الطائرات الهوائية
تختلف أقسام مواصفات الجناح في النماذج، حسب النوع:
- فن قص وتشكيل الورق: يتكون من لوح مسطح غوتينغن، أو شكل Jedelsky للحواف الأمامية المطوية.
- مرّكب أوريغامي: متطابق مع اوريغامي، على الرغم من أنه غالبًا ما يكون بحواف مختومة - تحسن بنسبة 45 ٪ في Cd.
- توصيفات الأداء: يتكون من لوحة منحنية Göttingen ، مع مواصفات مشابهه لـ Göttingen 801.
- أداء الميزان: Göttingen 801 أو أي جناح جوي آخر.
- نماذج الحجم: يختلف هذا حسب نوع الطراز (انظر أدناه)

يختلف حدب التشكيلات الجانبية أيضًا بشكل عام، فكلما انخفض الرفع، زادت الحدبة. ستكون أنواع الأوريجامي `` بشكل غريب '' أو حدبة عالية جدًا مقارنة بأنواع المقياس الأكثر أداءً هامشيًا، والتي تتطلب كتلها المتصاعدة سرعات طيران أعلى وبالتالي سحب أقل مستحث من الحدبة العالية، على الرغم من أن هذا سيختلف بالاعتماد على النوع المُصمم. وفي حالة أداء المقياس ونماذج المقياس، فإن نية العارضين ستحدد نوع قسم الوقود المختار. وغالبًا ما تحتوي الطائرات ثنائية السطح من الحرب العالمية الأولى، إذا صممت للطيران على جنيحات ذات ألواح منحنية، بحيث تنتج أسطحًا محدبة للغاية ومعامل رفع (Cl) لسرعات هوائية منخفضة الانزلاق. وغالبًا ما تحتوي الطائرات أحادية السطح في الحرب العالمية الثانية على أقسام شبيهة بالمقياس، على الرغم من زيادة تدلي الحافة الزائدة لتحسين الحدبة مقارنةً بنظيرات المقياس.
وبالمثل، فسيكون للحجم والسرعة الجوية والكتلة تأثيرات كبيرة جدًا على اختيار الطائرة الهوائية، لأنه اعتبار عمومي في تصميم الطائرة النموذجي، بغض النظر عن ماهية المادة.

#### أجنحة اوريغامي الطائرة
لا يوافق تيم ريتشاردسون، حامل الرقم القياسي العالمي السابق في موسوعة جينيس على قرار وضع «ذيل» على متن الطائرة الورقية ويذكر تفسيره للديناميكا الهوائية للطائرة الورقية على موقعه الإلكتروني أن الذيل ليس مطلوبًا. ويستخدم مفجر الجناح الطائر نورثروب غرومان بي 2 سبيرت الواقعي مثالاً، مشيراً إلى أنه يجب رفع الأوزان على طول الجناح لاستقرار الطائرة. (ملاحظة: الطائرات الورقية لا تحتاج إلى ذيل بشكل أساسي لأنها عادة ما تحتوي على جسم كبير ورفيع يعمل على منع الانحراف والأجنحة بامتداد طولها، مما يمنع محاور الطائرة الرئيسية من الانحدار).
اخترع إدموند هوي طائرة ورقية بمفرده تشبه نورثروب غرومان بي 2 سبيرت تسمى Paperang في عام 1977،  استنادًا إلى الديناميكا الهوائية المتدلية المعلقة. فقد تحكم في أقسام الجنيح بشكل صحيح وفريد وأجنحة ذات نسبة عرض إلى ارتفاع عالية، وطريقة بناء مصممة للسماح للتركيب بتغيير كل جانب من جوانب شكله. وكان موضوع كتاب «الطائرات الورقية المذهلة» عام 1987، وعدد من المقالات الصحفية عام 1992 أنها غير قابلة في خوض مسابقات الطائرة الورقية بسبب استخدام دبابيس، ولكن لديها أداء انزلاق عالي للغاية يتجاوز نسب الانزلاق من 12 إلى 1 مع استقرار جيد.
صمم فنان الأوريغامي مايكل لافوس جناحًا جديدًا من الأوريغامي (ورقة واحدة بدون قطع أو غراء أو دبابيس ...) في عام 1975، وهو الجناح الذي أطلق عليه اسم «جناح آرت ديكو». على الرغم من أن شكله الديناميكي الهوائي يحاكي بعض الجنيحات المعلقة والطائرة الأسرع من الصوت، فقد تطور أولاً اختراعه من استكشاف جمال الورق المطوي فنسبة الانزلاق والاستقرار لها تشبه العديد من أفضل الهياكل الورقية التي تستخدم الغراء أو الشريط أو الدبابيس. نُشر هذا التصميم لأول مرة في عام 1984 في كتاب "Wings and Things"، بقلم ستيفن فايس لدار نشر سانت مارتن.
رغم أن من الشائع أن الطائرات الورقية الخفيفة تذهب إلى أبعد من الطائرات الثقيلة، إلا أن بلاكبيرن يعتبر هذا غير صحيح، حيث استندت طائرة بلاكبيرن القياسية التي تبلغ من العمر 20 عامًا  إلى اعتقاده بأن أفضل الطائرات لديها أجنحة قصيرة و «ثقيلة» في مرحلة الإطلاق التي يرمي فيها القاذف الطائرة الورقية في الهواء، وفي الوقت ذاته فإن الأجنحة الأطول والوزن «الأخف» سيسمحان للطائرة الورقية بأوقات طيران أفضل ولكن لا يمكن رمي هذا بقوة مع الضغط الكبير في الهواء بمرحلة إطلاق «ثقيلة» الوزن. ووفقًا لبلاكبيرن، «لتحقيق أقصى ارتفاع والانتقال الجيد إلى الطيران الشراعي، يجب أن تكون الرمية في حدود 10 درجات رأسيًا» - مما يدل على أن السرعة المطلوبة لرمي الطائرة الورقية بنجاح يجب ألا تقل عن 60 ميل في الساعة (97 كم/س).
بعد الطي لا تزال هناك فجوات بين طبقات مختلفة من الورق المطوي (حافة التمزيق) وقد يكون لهذه العوائق وحواف التواء تدفق الهواء تأثير ضار على الديناميكا الهوائية، خاصة في الجانب العلوي من الجناح. لا تتحاذى الأسطح مع اتجاه التدفق الذي يعمل بمثابة فرشات هوائية في بعض النماذج، فعادة ما يكون مركز الكتلة عند 1/81 ومركز المنطقة عند 1/2 من أطوال الطائرة. هناك طريقتان لتحويل مركز الكتلة إلى الأمام بحيث يقوم المرء بتدوير الحافة الرائدة غير الجارحة ويستخدم الآخر جناحًا محوريًا أو طيًا محوريًا لإنتاج شيء مثل جسم يمتد خارج الحافة الأمامية للجناح.

#### تصميمات أخرى

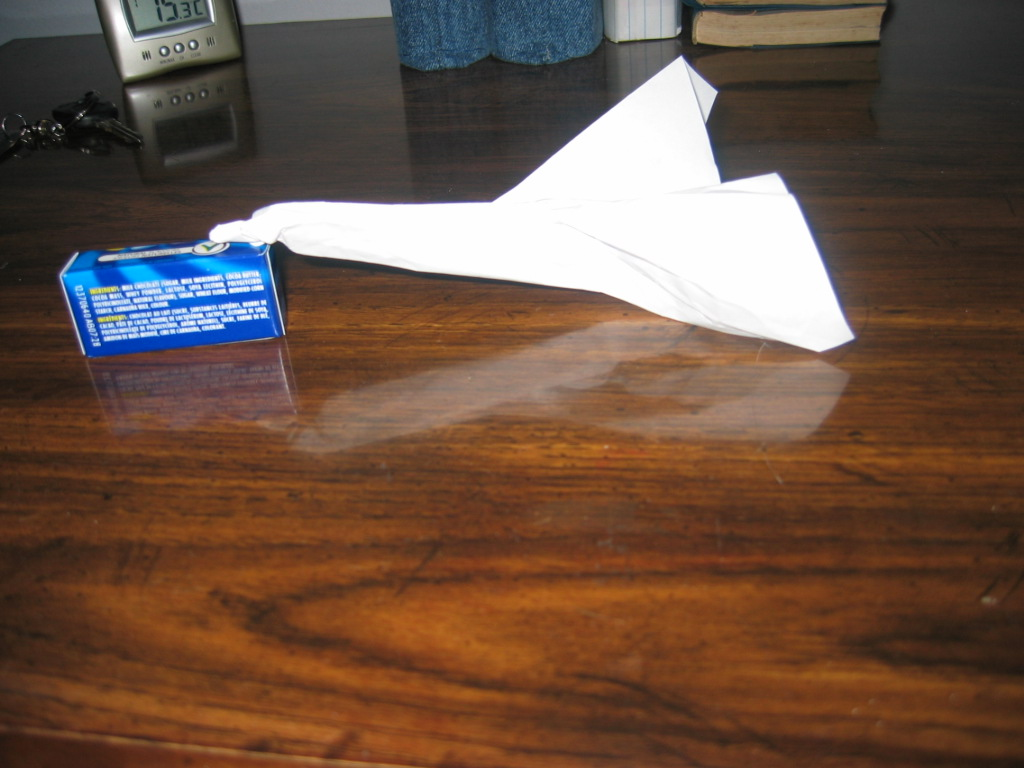
مثال على طائرة ورقية مخصصة غير متناظرة ، والتي تعرض عزم دوران كبير بسبب القوى غير المتوازنة على الأجنحة. يتخذ مسار الطيران شكل منحنٍ إلى حد ما، قبل الهبوط في دوامة سريعة عكس اتجاه عقارب الساعة كما يُرى من الخلف.

من الممكن إنشاء طائرات ورقية حرّه والتي غالبًا ما تعرض مسار طيران غير عادي مقارنةً بالسهام الورقية والطائرات والطائرات الشراعية التقليدية. هناك تقنية دفع أخرى تنشئ سرعات إطلاق عالية باستخدام أشرطة مرنة لـ «المقاليع». ينطوي التزحلق على طراز Walkalong على الدفع المستمر لتصميمات الطائرات الورقية (مثل التدحرج ، واتباع الرقاقة  وسيرفر الطائرة الورقية ) عن طريق التحليق على حافة ورقة من الورق المقوى.

## الرحلات الفضائية
ربما تنطلق في يوم من الأيام طائرة ورقية من الفضاء . اجتاز نموذج أولي اختبار المتانة في نفق هوائي في مارس 2008، وشرعت وكالة الفضاء اليابانية JAXA في الإطلاق من محطة الفضاء الدولية. ومع ذلك ، أجل مطورو الطائرات تاكو تودا (انظر World Records أعلاه) وزميله شينجي سوزوكي، مهندس الطيران والأستاذ في جامعة طوكيو، المحاولة بعد أن أقروا أنه من المستحيل تتبعهم خلال أسبوع رحلة الطائرات الطويلة إلى الأرض، بافتراض أن أيًا منهم سينجو من الهبوط الحاد. كان يأمل المطورون دعم الصين أو روسيا في بذل المزيد من الجهود في المشروع. أُطلقت 200 طائرة في فبراير2011 من شبكة أسفل منطاد طقس على بعد 23 ميلاً فوق ألمانيا. صُممت الطائرات للحفاظ على رحلة مستقرة حتى أثناء هبوب الرياح التي تصل سرعتها إلى 100 ميل / س، وجهزت بشرائح ذاكرة يمكن من خلالها رفع البيانات. عُثر على الطائرات في أماكن أخرى في أوروبا وأمريكا الشمالية وحتى أستراليا.

## روابط خارجية
- Paper Airplanes على مشروع الدليل المفتوح
- روابط طائرة ورقية مقدمة من OmniWing
- الصفحة الرئيسية - رحلة ورقية حقيقية
- طائرات ورقية مذهلة: تعليمات للطي